# مارتن شميت (متزلج قفز)
مارتن شميت (بالألمانية: Martin Schmitt)‏ (و. 1978  م) هو متزلج قفز ألماني، ولد في فيلينغن-شفنينغن، شارك في قفز تزلجي في الألعاب الأولمبية الشتوية 1998 ‏، والقفز التزلجي في الألعاب الأولمبية الشتوية 2002 - تل كبير فريق ‏، والقفز التزلجي في الألعاب الأولمبية الشتوية 2010 - تل كبير فريق ‏، والألعاب الأولمبية الشتوية 1998، والألعاب الأولمبية الشتوية 2002، والقفز التزلجي في الألعاب الأولمبية الشتوية 1998 - تل كبير فريق ‏، والقفز التزلجي في الألعاب الأولمبية الشتوية 2006 ‏، والقفز التزلجي في الألعاب الأولمبية الشتوية 2010 ‏، وقفز تزلجي في الألعاب الأولمبية الشتوية 2002 ‏، والألعاب الأولمبية الشتوية 2006.

## جوائز
حصل على جوائز منها:
- وسام الاستحقاق لبادن-فورتمبيرغ.

## روابط خارجية
- مارتن شميت على موقع الاتحاد الدولي للتزلج (التزلج الريفي) (الإنجليزية)
- مارتن شميت على موقع الاتحاد الدولي للتزلج (القفز التزلجي) (الإنجليزية)
- مارتن شميت على موقع أوليمبيديا (الإنجليزية)